# رين أوفر مي
رين أوفر مي هو فيلم دراما تم إنتاجه في الولايات المتحدة وصدر في سنة 2007. من بطولة آدم ساندلر ودون شيدل وجادا بينكيت سميث وليف تايلر وسافرون بوروز.

## الميزانية والإيرادات
بلغت تكلفة إنتاج الفيلم حوالي 20 مليون دولار بينما حقق إيرادات تقدر بـ 22.2 مليون دولار.

## وصلات خارجية
- رين أوفر مي على موقع IMDb (الإنجليزية)
- رين أوفر مي على موقع ميتاكريتيك (الإنجليزية)
- رين أوفر مي على موقع الموسوعة البريطانية (الإنجليزية)
- رين أوفر مي على موقع روتن توميتوز (الإنجليزية)
- رين أوفر مي على موقع نتفليكس (الإنجليزية)
- رين أوفر مي على موقع قاعدة بيانات الأفلام العربية
- رين أوفر مي على موقع ألو سيني (الفرنسية)
- رين أوفر مي على موقع Turner Classic Movies (الإنجليزية)
- رين أوفر مي على موقع أول موفي (الإنجليزية)
- رين أوفر مي على موقع بوكس أوفيس موجو (الإنجليزية)